# Chemin de Nietzsche
Pour les articles homonymes, voir Nietzsche (homonymie).
Le chemin de Nietzsche est un sentier qui relie le village d'Èze, au sommet de sa colline à 400 mètres d'altitude environ, jusqu'à Èze-sur-Mer sur la Méditerranée, dans les Alpes-Maritimes. 

## Caractéristiques
Sa longueur est de 2 100 m et son dénivelé de 400 mètres. Le parcours est de difficulté moyenne, avec de nombreuses marches assez hautes au départ, près du village d'Èze qui le rendent impraticable en vélo tout terrain. Il faut compter environ 45 min pour la descente et 1 h 30 pour la montée. Une fois quitté Èze-Village et avant d'arriver à Èze-sur-mer, il serpente en pleine nature à travers les rochers.

## Origine du nom

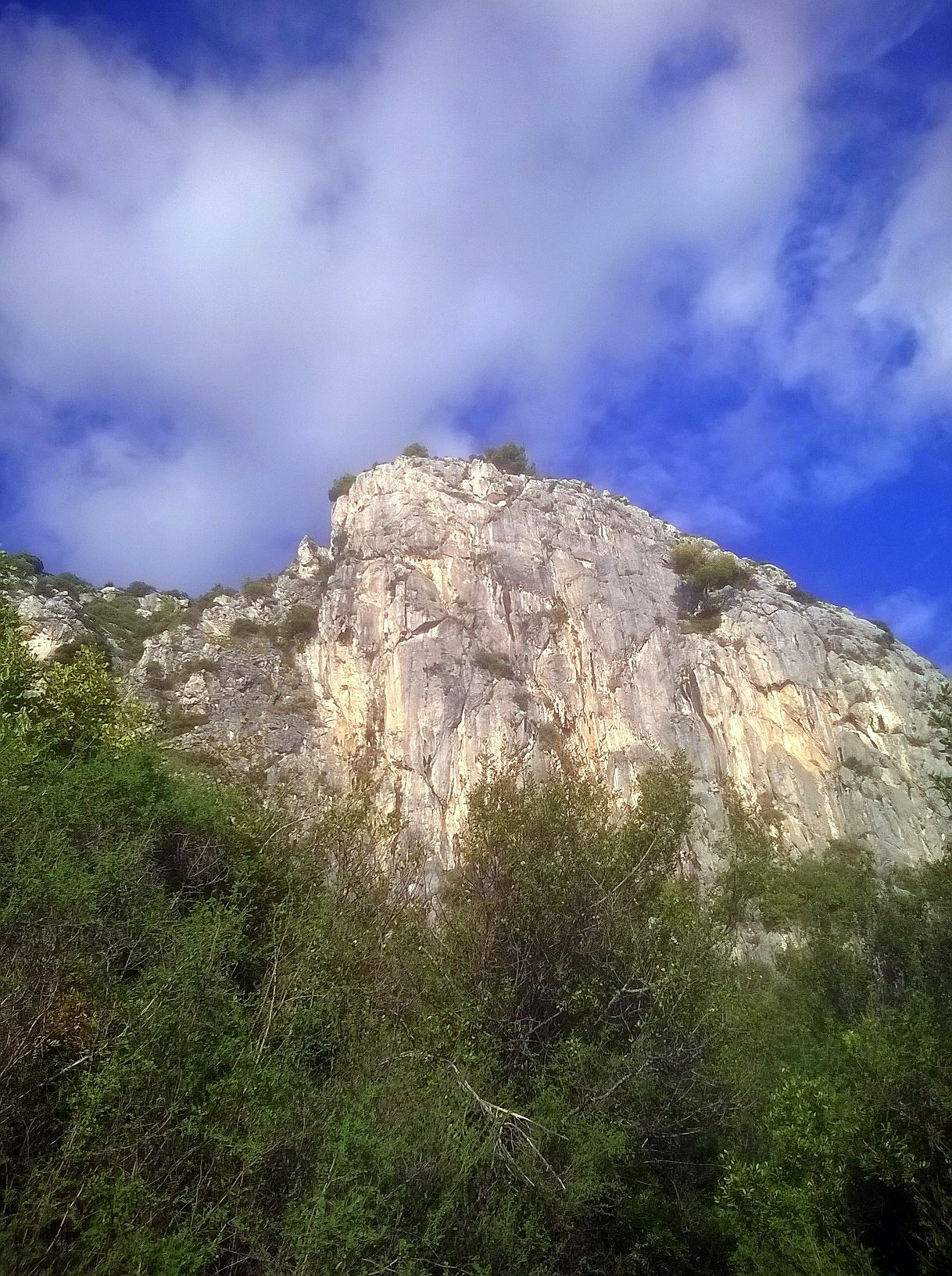
Le sommet du Chemin de Nietzsche

Friedrich Nietzsche arrive sur la Côte d'Azur pour la première fois le 2 décembre 1883 où il séjournera jusqu'au 20 avril 1884 et s'installe à Nice. À cette époque, son moral est au plus bas : il est de plus en plus malade, ses livres se vendent mal, il vient de se faire éconduire par Lou Andreas-Salomé et son ancien ami Richard Wagner décède quelques mois plus tôt. Sur la Côte d'Azur, il retrouve l'émotion créatrice nécessaire pour écrire.

Comme de nombreux écrivains, il a besoin de marcher pour créer : 

« L'agilité des muscles fut toujours la plus grande chez moi lorsque la puissance créatrice était la plus forte. Le corps est enthousiasmé … Je pouvais alors, sans avoir la notion de fatigue, être en route dans les montagnes pendant sept ou huit heures de suite. Je dormais bien, je riais beaucoup. J'étais dans un parfait état de vigueur et de patience. »

Il y conçoit la troisième partie de son œuvre Ainsi parlait Zarathoustra : 

« L'hiver suivant, sous le ciel alcyonien de Nice qui, pour la première fois rayonna alors dans ma vie, j'ai trouvé le troisième Zarathoustra - et j'avais ainsi terminé. (...) Cette partie décisive qui porte le titre : « Des vieilles et des nouvelles Tables » fut composée pendant une montée des plus pénibles de la gare au merveilleux village maure Eza, bâti au milieu des rochers. »

.  
Nietzsche revient chaque année sur la Riviera jusqu'en 1888.

## Galerie

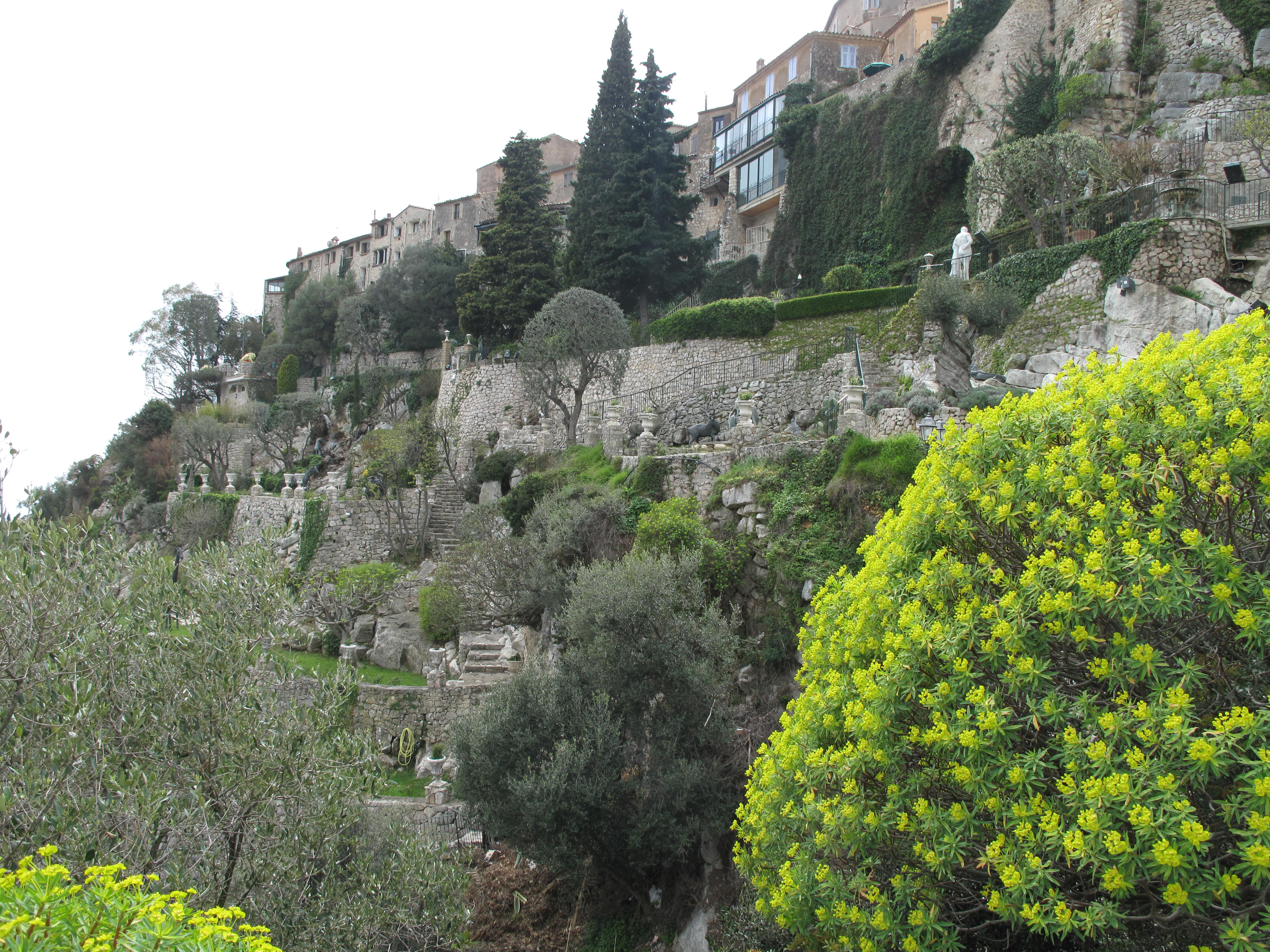
Le chemin de Nietzsche au départ d'Èze, avec le village sur la droite.
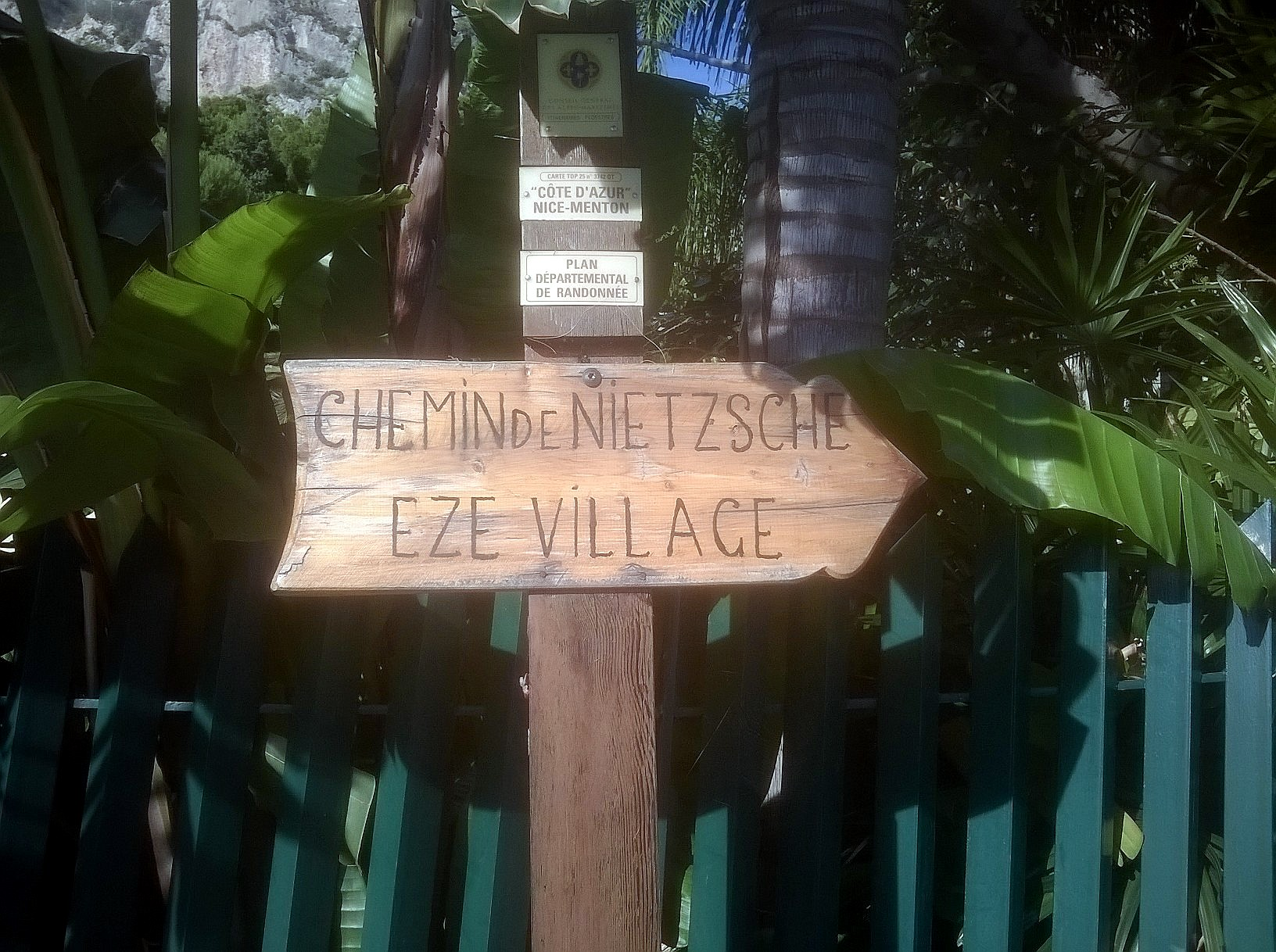
Le début du Chemin de Nietzsche (depuis la gare SNCF d'Èze)
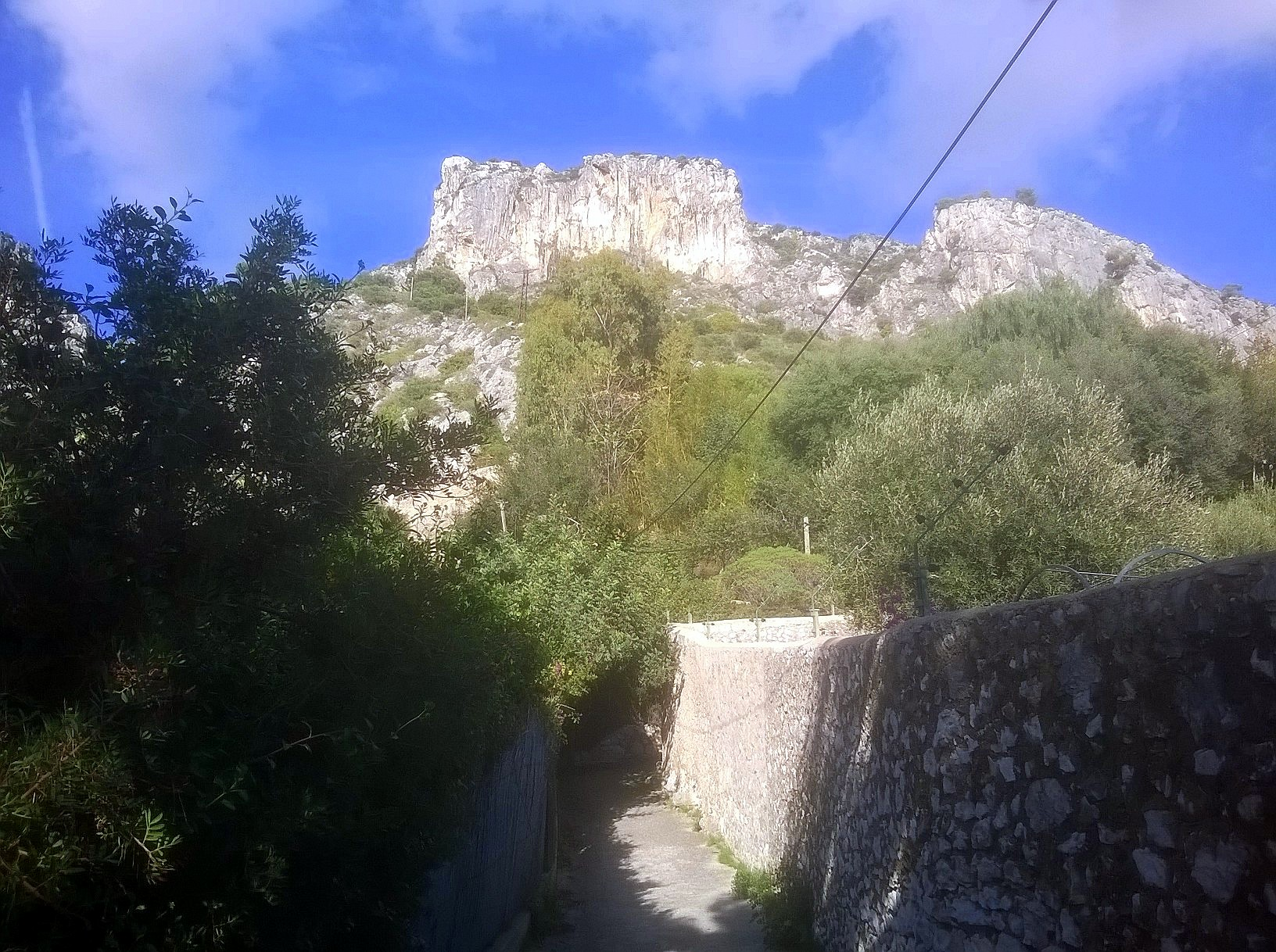
Le début du Chemin de Nietzsche (depuis la gare SNCF d'Èze)
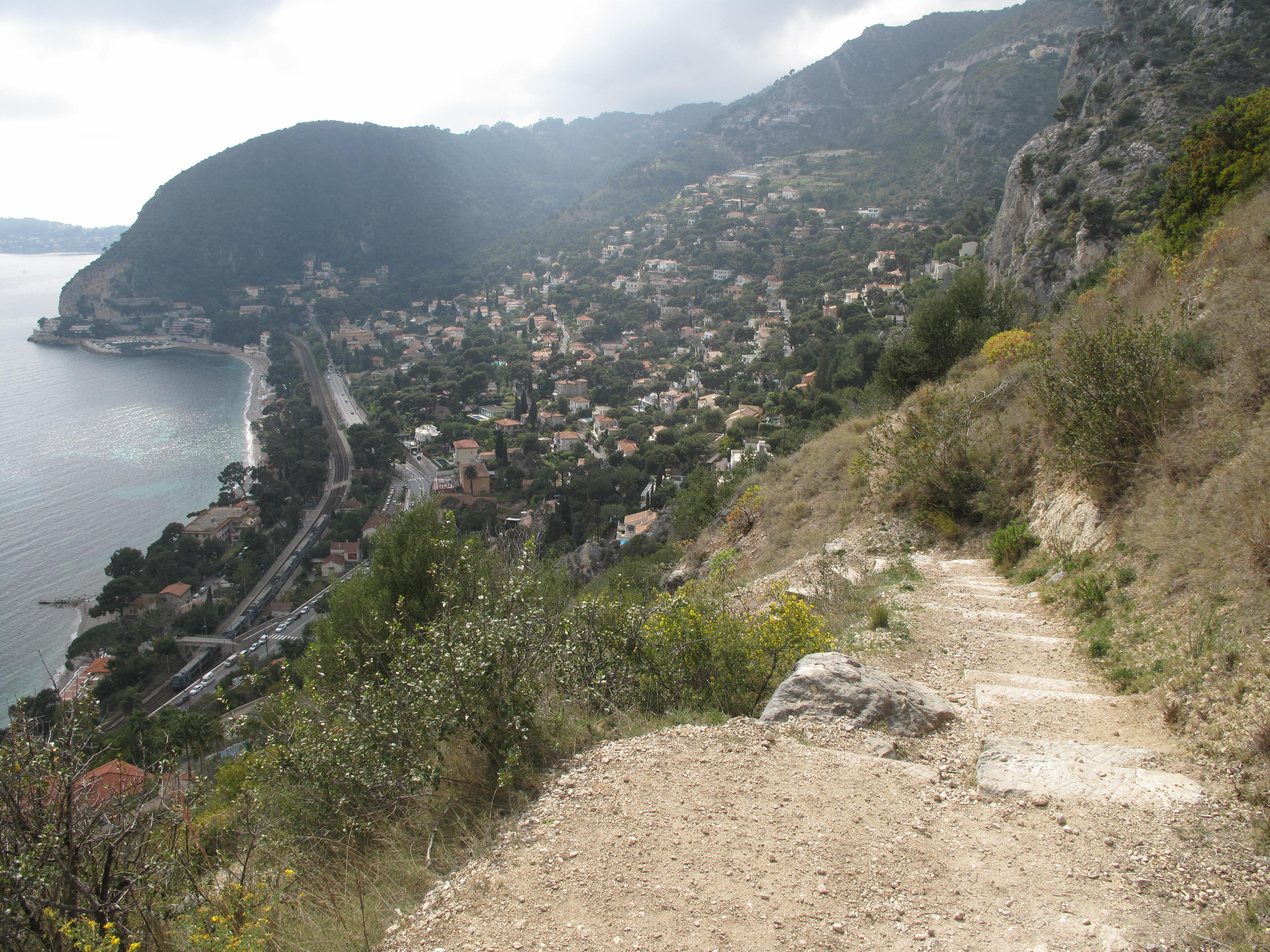
Èze-sur-Mer vu depuis le chemin de Nietzsche.
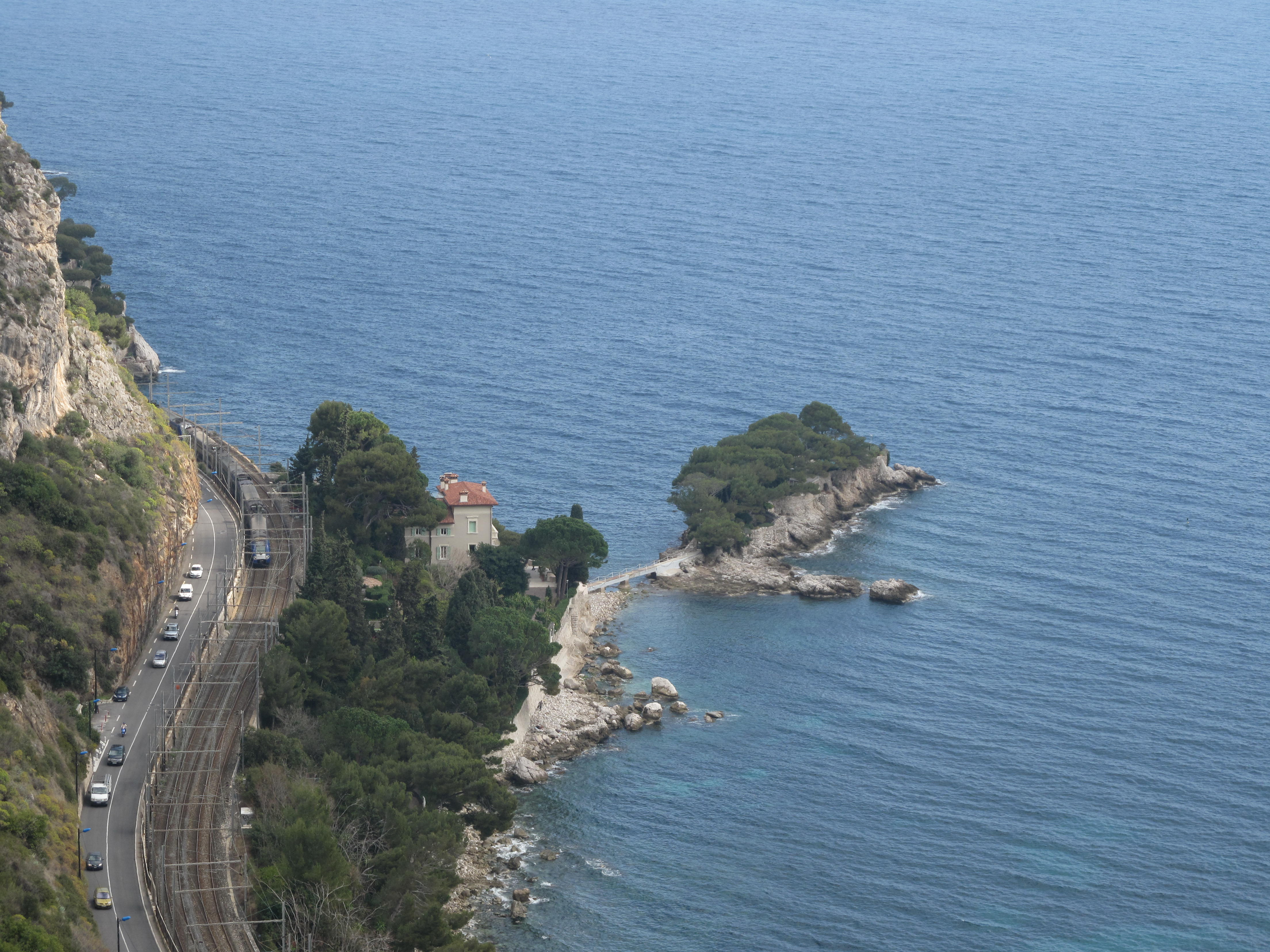
L'Isoletta vue depuis le chemin de Nietzsche.
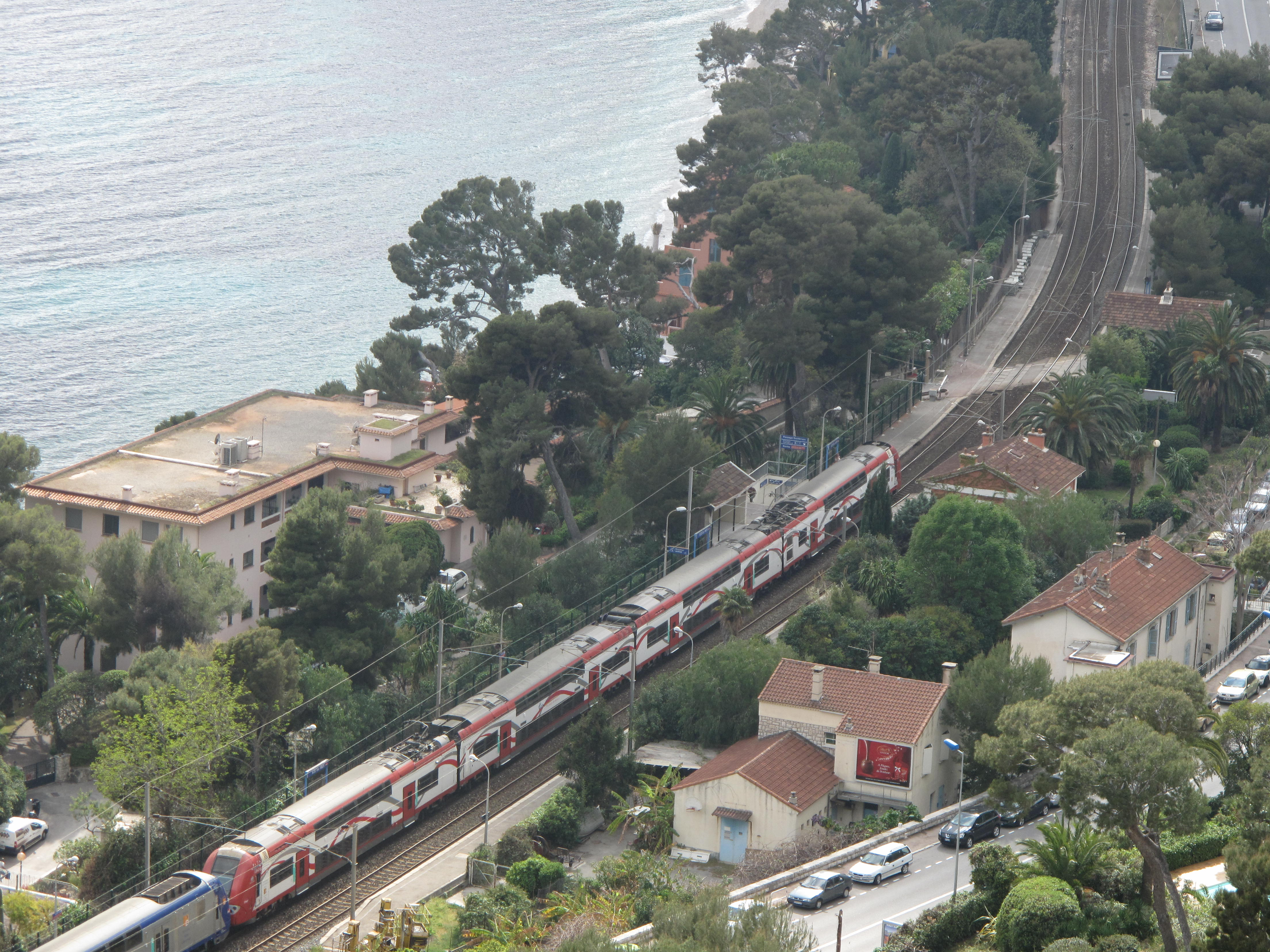
La gare d'Èze-sur-mer vue depuis le chemin de Nietzsche.
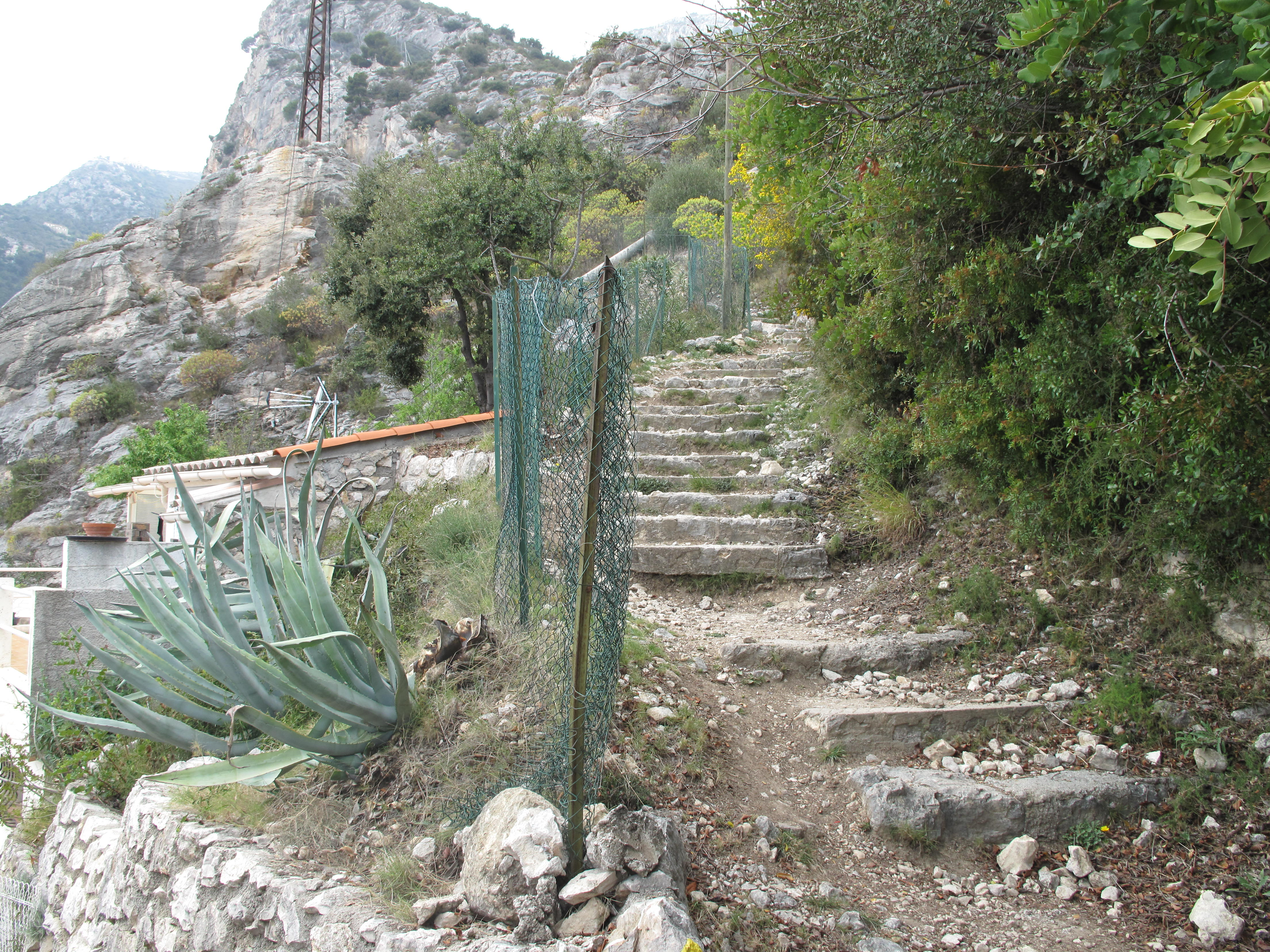
Les dernières pentes du chemin de Nietzsche à Èze-sur-mer
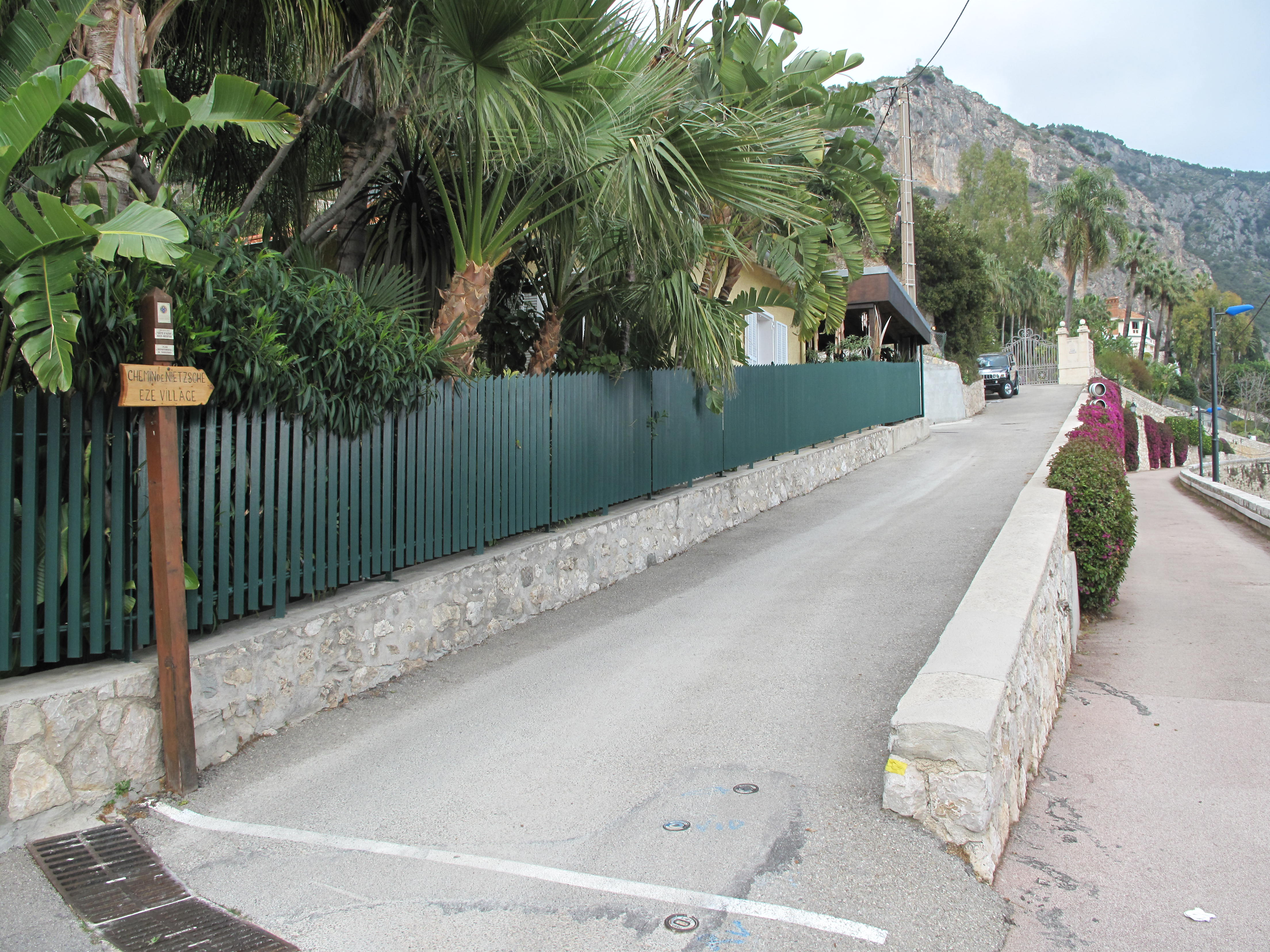
Le débouché du chemin de Nietzsche sur une rue d'Èze-sur-mer.

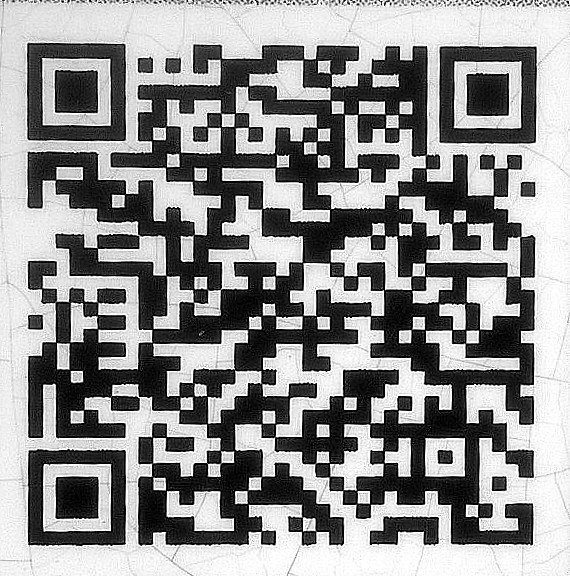
QR Chemin de Nietzsche